# Cosmos 275
Cosmos 275 (en cirílico, Космос 275) fue un satélite artificial militar soviético perteneciente a la clase de satélites DS (en concreto, era un DS-P1-I) y lanzado el 28 de marzo de 1969 mediante un cohete Kosmos-2I desde el cosmódromo de Plesetsk.

## Objetivos
Cosmos 275 fue parte de una red de satélites militares utilizados para calibrar y mejorar el sistema de detección antimisiles balísticos soviético. El propósito declarado por la Unión Soviética ante la Organización de las Naciones Unidas en el momento del lanzamiento era realizar "investigaciones de la atmósfera superior y el espacio exterior".

## Características
El satélite tenía una masa de 300 kg, forma dodecaédrica y la alimentación eléctrica era proporcionada por células solares situadas en su superficie. Reentró en la atmósfera el 7 de febrero de 1970. El satélite fue inyectado en una órbita con un perigeo de 284 km y un apogeo de 805 km, con una inclinación orbital de 71 grados y un período de 95,2 minutos.